# میکل دامسگارد
میکل دامسگارد (انگلیسی: Mikkel Damsgaard؛ زادهٔ ۳ ژوئیهٔ ۲۰۰۰) بازیکن فوتبال اهل دانمارک است که برای باشگاه برنتفورد بازی می‌کند.
از باشگاه‌هایی که در آن بازی کرده‌است می‌توان به باشگاه فوتبال نورشلان و سمپدوریا اشاره کرد.
وی همچنین در تیم‌های ملی فوتبال زیر ۲۱ سال دانمارک، و دانمارک بازی کرده‌است.